# ハイデン・フォックス
ハイデン・ベルノン・フォックス（Hayden Vernon Foxe、1977年6月23日 - ）は、オーストラリア出身の元サッカー選手、指導者。ポジションはDF。
メルボルン・ハートFCアシスタントコーチ。

## 来歴

### 現役時代
リベロ、ストッパーのどちらでもできるタイプのセンターバック。
U-17オーストラリア代表から各年代別代表に名を連ね、日本で行われた1993 FIFA U-17世界選手権、マレーシアで行われた1997 FIFAワールドユース選手権にも出場している。U-23代表にも選出され1996年のアトランタオリンピックと2000年のシドニーオリンピックに出場した。
オーストラリア国立スポーツ研究所（AIS）出身。1995年、オランダアヤックス・アムステルダムが興味を示し招待される形でアヤックス・アカデミーに18ヶ月在籍する。一時オーストラリア・ブラックタウンシティ・デーモンズに所属した。
1997年ドイツのアルミニア・ビーレフェルトへ移籍しプロデビュー。
1998年5月、エディ・トムソンが監督を務めていたJリーグ・サンフレッチェ広島に入団し、トニー・ポポヴィッチや上村健一と共に3バックを形成した。1999年天皇杯3回戦対本田技研戦では失点にも絡むもハットトリックも決め勝利に導いている。2000年7月、契約満了。
2000年6月、ハリー・レドナップ率いるウェストハム・ユナイテッドへ移籍する。労働ビザ発給の関係で一時ベルギーのメヘレンにレンタル移籍した。2001年3月にウェストハムに復帰したが、レドナップが解任されると出場機会を失う。
2002年5月、そのレドナップの影響により移籍金400,000ポンドでポーツマスFCに移籍した。ポーツマスでは中心選手として2002-03シーズンにフットボールリーグ1部優勝に導き、プレミアリーグ昇格に貢献した。しかし、怪我の影響もあって2005年6月ポーツマスから契約解除されオーストラリアに戻りリハビリする。
2006年8月、リーズ・ユナイテッドAFCと契約する。同シーズン末、リーズが破産しペナルティとしてフットボールリーグ1降格が決定した ことに伴い、退団する。
2007年、オーストラリアのパース・グローリーFCに移籍、膝の怪我の為、シーズン前期は出場を逃したが、後期に復帰を果たし6試合に出場した。翌シーズン2試合のみ出場後契約満了される。
2010年1月、シーズン途中に守備陣が手薄となっていたシドニーFCと契約し、同シーズン優勝に貢献した。活躍が認められ翌シーズンも引き続き在籍、副キャプテンを務めた。2011年2月に現役引退した。

### 指導者時代
2011年、ジョン・アロイージらと共にUEFAB級ライセンスを取得する。2012年、メルボルン・ハートFCユースコーチに就任し、同年途中からアロイージ率いるトップチームに昇格しアシスタントコーチに就任した。

## 個人成績
広島での成績は2000年7月3日時点
| 国内大会個人成績 | 国内大会個人成績 | 国内大会個人成績 | 国内大会個人成績     | 国内大会個人成績 | 国内大会個人成績 | 国内大会個人成績 | 国内大会個人成績 | 国内大会個人成績 | 国内大会個人成績 | 国内大会個人成績 | 国内大会個人成績 |
| 年度             | クラブ           | 背番号           | リーグ               | リーグ戦         | リーグ戦         | リーグ杯         | リーグ杯         | オープン杯       | オープン杯       | 期間通算         | 期間通算         |
| 年度             | クラブ           | 背番号           | リーグ               | 出場             | 得点             | 出場             | 得点             | 出場             | 得点             | 出場             | 得点             |
| ---------------- | ---------------- | ---------------- | -------------------- | ---------------- | ---------------- | ---------------- | ---------------- | ---------------- | ---------------- | ---------------- | ---------------- |
| 1997-98          | ビーレフェルト   |                  | ブンデス1部          | 1                | 0                |                  |                  |                  |                  |                  |                  |
| 日本             | 日本             | 日本             | 日本                 | リーグ戦         | リーグ戦         | リーグ杯         | リーグ杯         | 天皇杯           | 天皇杯           | 期間通算         | 期間通算         |
| 1998             | 広島             | 38               | J                    | 15               | 3                | 0                | 0                | 1                | 0                | 16               | 3                |
| 1999             | 広島             | 6                | J1                   | 22               | 2                | 2                | 0                | 5                | 3                | 29               | 5                |
| 2000             | 広島             | 6                | J1                   | 0                | 0                | 0                | 0                | -                | -                | 0                | 0                |
| ベルギー         | ベルギー         | ベルギー         | ベルギー             | リーグ戦         | リーグ戦         | リーグ杯         | リーグ杯         | ベルギー杯       | ベルギー杯       | 期間通算         | 期間通算         |
| 2000-01          | メヘレン         |                  | ジュピラーリーグ     | 4                | 0                |                  |                  |                  |                  |                  |                  |
| イングランド     | イングランド     | イングランド     | イングランド         | リーグ戦         | リーグ戦         | FLカップ         | FLカップ         | FAカップ         | FAカップ         | 期間通算         | 期間通算         |
| 2000-01          | ウェストハム     |                  | プレミアリーグ       | 5                | 0                |                  |                  |                  |                  |                  |                  |
| 2001-02          | ウェストハム     |                  | プレミアリーグ       | 6                | 0                |                  |                  |                  |                  |                  |                  |
| 2002-03          | ポーツマス       |                  | FL1部                | 32               | 1                |                  |                  |                  |                  |                  |                  |
| 2003-04          | ポーツマス       |                  | プレミアリーグ       | 10               | 1                |                  |                  |                  |                  |                  |                  |
| 2004-05          | ポーツマス       |                  | プレミアリーグ       | 0                | 0                |                  |                  |                  |                  |                  |                  |
| 2005-06          | ポーツマス       |                  | プレミアリーグ       | 0                | 0                |                  |                  |                  |                  |                  |                  |
| 2006-07          | リーズ           | 20               | FLチャンピオンシップ | 18               | 1                |                  |                  |                  |                  |                  |                  |
| オーストラリア   | オーストラリア   | オーストラリア   | オーストラリア       | リーグ戦         | リーグ戦         | リーグ杯         | リーグ杯         | FFA杯            | FFA杯            | 期間通算         | 期間通算         |
| 2007-08          | パース           | 18               | Aリーグ              | 6                | 0                |                  |                  |                  |                  |                  |                  |
| 2008-09          | パース           | 18               | Aリーグ              | 2                | 0                |                  |                  |                  |                  |                  |                  |
| 2009-10          | シドニー         | 26               | Aリーグ              | 10               | 0                |                  |                  |                  |                  |                  |                  |
| 2010-11          | シドニー         | 5                | Aリーグ              | 16               | 0                |                  |                  |                  |                  |                  |                  |
| 通算             | 豪州             | 豪州             | Aリーグ              | 17               | 0                |                  |                  |                  |                  |                  |                  |
| 通算             | ドイツ           | ドイツ           | ブンデスリーガ       |                  |                  |                  |                  |                  |                  |                  |                  |
| 通算             | 日本             | 日本             | J1                   | 37               | 5                | 2                | 0                | 6                | 3                | 45               | 8                |
| 通算             | ベルギー         | ベルギー         | ジュピラーリーグ     |                  |                  |                  |                  |                  |                  |                  |                  |
| 通算             | イングランド     | イングランド     | プレミアリーグ       | 21               | 1                |                  |                  |                  |                  |                  |                  |
| 通算             | イングランド     | イングランド     | FL                   |                  |                  |                  |                  |                  |                  |                  |                  |
| 総通算           |                  |                  |                      |                  |                  |                  |                  |                  |                  |                  |                  |

## 代表歴

### 試合数
- 国際Aマッチ 11試合 2得点（1998年-2003年）[11]

| オーストラリア代表 | 国際Aマッチ | 国際Aマッチ |
| 年                 | 出場        | 得点        |
| ------------------ | ----------- | ----------- |
| 1998               | 1           | 0           |
| 1999               | 0           | 0           |
| 2000               | 4           | 0           |
| 2001               | 5           | 2           |
| 2002               | 0           | 0           |
| 2003               | 1           | 0           |
| 通算               | 11          | 2           |